# Saint-Martin-le-Gaillard
Saint-Martin-le-Gaillard è un comune francese di 318 abitanti situato nel dipartimento della Senna Marittima nella regione della Normandia.

## Società

### Evoluzione demografica
Abitanti censiti